# 苏和 (1925年)
苏和（1925年4月—2015年11月6日），原名王明清，曾用名巴雅蕯古楞，蒙古族，内蒙古土默特旗人，中华人民共和国政治人物。

## 生平
1946年5月加入中国共产党。1945年11月后，先后在绥蒙建国学院、张家口内蒙古军政学院学习。1946年6月后，任内蒙古自治运动联合会锡林郭勒盟分会工作组组长、组织科科长。1948年8月后，任锡盟东部联合旗旗长，锡盟工委秘书长、副盟长，中央内蒙古分局农牧部处长，河套地委常委、行政区人委副主任，内蒙古牧区建委办公室副主任，中共中央华北局农业办公室畜牧处副处长，中共呼和浩特市委书记处书记兼第一副市长。文化大革命期间被批斗，下放五七干校劳动。1973年10月后，任呼和浩特市委书记，中共乌海市委第一书记，锡林郭勒盟委书记，内蒙古自治区党委常委兼呼和浩特市委书记。1984年7月，任国家民委副主任。1987年1月离休。退休后苏和在黑城自行组织民工治沙造林。2015年11月6日在呼和浩特逝世，享年90岁。